# Alsodes coppingeri
Alsodes coppingeri é uma espécie de anfíbio anuro da família Alsodidae. Está presente em Chile.